# Saint-Martin-le-Redon
Saint-Martin-le-Redon is een gemeente in het Franse departement Lot (regio Occitanie) en telt 215 inwoners (2005). De plaats maakt deel uit van het arrondissement Cahors.

## Geografie
De oppervlakte van Saint-Martin-le-Redon bedraagt 10,4 km², de bevolkingsdichtheid is 20,7 inwoners per km².
De onderstaande kaart toont de ligging van Saint-Martin-le-Redon met de belangrijkste infrastructuur en aangrenzende gemeenten.

## Demografie
Onderstaande figuur toont het verloop van het inwonertal (bron: INSEE-tellingen).